# Provinzialheilanstalt Treptow an der Rega
Die Provinzial-Heil- und Pflegeanstalt Treptow an der Rega war eine Heil- und Pflegeanstalt für Geisteskranke im  Stadtteil Jaromin, etwa 2 km südöstlich  der Kernstadt von Treptow an der Rega in der Provinz Pommern. 

## Geschichte
Die Anstalt wurde abgesondert von der bestehenden Siedlung am damaligen Bahnhaltepunkt Oberförsterei Grünhaus, gegenüber einer bereits existierenden Ziegelei am Waldrand aufgebaut und am 15. Februar 1900 eröffnet. Neben dem Bahnhaltepunkt wurde zeitnah eine Kapelle erbaut. Südwestlich des in der topographischen Karte von 1905 als Irrenanstalt bezeichneten Gebäudekomplexes befand sich ein militärisches Ausbildungsgelände mit Exerzierplatz.
Der Träger der Anstalt war der Provinzialverband Pommern, erster Direktor war August Mercklin.  Im Zweiten Weltkrieg kam es zum Mord an den Patienten, darunter im Massaker von Piaśnica.  Die Anstalt wurde im Jahre 1941 geschlossen. Die Gebäude wurden an die Wehrmacht zum Betrieb als Lazarett verpachtet. Die Gebäude sind heute ungenutzt.